# ريان فوكس
ريان فوكس (بالإنجليزية: Ryan Fox)‏ هو لاعب غولف نيوزلندي، ولد في 22 يناير 1987 في أوكلاند في نيوزيلندا.

## وصلات خارجية
- ريان فوكس على موقع رابطة لاعبي الغولف المحترفين (الإنجليزية)
- ريان فوكس على موقع رابطة أوروبا للاعبي الغولف المحترفين (الإنجليزية)
- ريان فوكس على موقع التصنيف العالمي الرسمي للغولف (الإنجليزية)
- ريان فوكس على موقع اللجنة الأولمبية الدولية (الإنجليزية)
- ريان فوكس على موقع أوليمبيديا (الإنجليزية)
- ريان فوكس على موقع اللجنة الأولمبية النيوزيلندية (الإنجليزية)